# 昭耀世
昭耀世（1959年—），掸族，中將军衔，南掸邦军總司令，掸邦重建委员会主席。生于掸邦南部的孟崖，父亲龙赏鲁，母亲南康。

## 生平
昭耀世17岁参加由昆古少校领导的掸邦联合革命军（SURA）第三军区部。1977年在泰掸边界邦迈耸接受由国民党军教官培训的军事科目学习，毕业后任昭光真主席的通讯员。
1978年在掸邦和缅甸边界负责情报任务。
1979年随从昭光真主席到笆莱建立军事基地，同时在这里接受政治管理科目方面的培训。
1980年在邦迈耸接受第二次特种兵训练和政治管理方面的培训。
1984年代表掸邦联合革命军（SURA）与掸邦民族军交涉、讨论合并事宜。
1995年蒙泰军分化之时，坤沙下令昭耀世回总部（贺猛），昭耀世疑被囚禁拒绝返回总部，以重事缠身为借口，辛免这次祸害。同年12月，当坤沙方面去缅甸仰光谈判投降交纳武器条件之时，蒙泰军的老干部在邦设桃举行会议讨论交纳出一半的武器以换取组建民团的条件时，昭耀世当即坚持抗议，并忠告勿中缅军的计谋，当场落泪，对天发誓无论如何都不会同坤沙一道投降缅甸政府。
1995年12月27日，昭耀世带领2000位不愿屈服的战士渡过萨尔温江到达掸邦中部，重新成立了南掸邦军。

## 资料来源
掸邦网 （页面存档备份，存于）